# Pensionsrückstellung
Pensionsrückstellungen (engl. pension provisions) sind im Rechnungswesen Rückstellungen für ungewisse Verbindlichkeiten aus betrieblicher Altersversorgung zu Gunsten anspruchsberechtigter Arbeitnehmer.

## Allgemeines

### Bilanzielle Vorschriften
Da bei Verpflichtungen aus betrieblicher Altersversorgung unklar ist, ob, wann und in welcher Höhe es zu einer Zahlung an den Versorgungsberechtigten kommt, werden hierfür keine Verbindlichkeiten, sondern Rückstellungen bilanziert. Der Begriff Pension steht in diesem Zusammenhang ganz allgemein für betriebliche Altersversorgung, manchmal auch (insbesondere steuerlich) nur für die Direktzusage (unmittelbare Versorgungszusage). Es ist nicht Voraussetzung, dass eine lebenslange Rente gezahlt wird; Pensionsrückstellungen werden auch für Zusagen auf einmalige Kapitalzahlungen oder für Mischformen gebildet.
Pensionsrückstellungen werden auf der Passivseite der Bilanz ausgewiesen. Der Aufbau erfolgt in der Regel aufwandswirksam über die Gewinn- und Verlustrechnung, unter Umständen aber auch erfolgsneutral über eine direkte Buchung ins Eigenkapital. Erhöhungen des Wertansatzes nennt man Zuführungen, Verringerungen Auflösungen. Auflösungen, die sich aus Versorgungszahlungen ergeben, werden auch Verbrauch genannt. Manchmal werden die Begriffe auch ausschließend verwendet (also Auflösung nur dann, wenn kein Verbrauch vorliegt).
Ob und in welcher Höhe eine Pensionsrückstellung gebildet werden muss oder darf, wird nach den verschiedenen Vorschriften unterschiedlich beurteilt. Entscheidend ist in jedem Fall, dass die Verpflichtung in der Vergangenheit entstanden und wirtschaftlich verursacht sowie die Inanspruchnahme hinreichend wahrscheinlich ist. Bei der Bewertung spielen neben der tatsächlichen Einschätzung des Verpflichtungsumfangs auch die Zielsetzungen der verschiedenen Jahresabschlüsse eine Rolle: Die Steuerbilanz dient der Bemessung der Steuer, so dass die Bilanzierungsvorschriften auch fiskalpolitisch bestimmt werden. Die deutsche Handelsbilanz ist Grundlage für die Ausschüttungen, so dass hier das Vorsichtsprinzip im Vordergrund steht. Und die Konzernbilanz nach IFRS dient vor allem dem Ziel, „Informationen über die Vermögens-, Finanz- und Ertragslage und die Cashflows eines Unternehmens bereitzustellen, die für eine breite Palette von Adressaten nützlich sind, um wirtschaftliche Entscheidungen zu treffen“, so dass hier ein möglichst realistisches Bild gezeichnet werden soll.
Für die Rückstellungsbildung ist in jedem Fall zu prüfen, ob und in welcher Höhe das Unternehmen tatsächlich eine eigene Verpflichtung hat. Bei einer Direktzusage zahlt das Unternehmen die Versorgungsleistungen unmittelbar an den Berechtigten, so dass es grundsätzlich nach allen Regelwerken eine Rückstellung bilden muss. Allerdings gibt es auch hier Gestaltungsvarianten, nach denen das Unternehmen wirtschaftlich gesehen keine eigene Verpflichtung mehr hat (beispielsweise bei einem Schuldbeitritt mit Erfüllungsübernahme durch ein anderes Unternehmen). Ob bei den mittelbaren Durchführungswegen eine Rückstellung gebildet werden muss, wird nach den verschiedenen Regelwerken unterschiedlich beurteilt.
Für die Höhe der Rückstellung ist zu beachten, dass zum Zeitpunkt der Bilanzerstellung unklar ist, ob, wann und/oder in welcher Höhe das Unternehmen Versorgungszahlungen leisten muss. Daher erfolgt eine Bewertung der Pensionsverpflichtungen nach versicherungsmathematischen Grundsätzen. Hierbei wird wie bei jeder Barwertberechnung eine Abzinsung vorgenommen, zusätzlich wird für jede zukünftige Zahlung die Wahrscheinlichkeit ihres Eintretens berücksichtigt.

### Finanzierungseffekt durch Pensionsrückstellungen
In der Literatur wird gelegentlich von einer Finanzierung der betrieblichen Altersversorgung über Pensionsrückstellungen gesprochen. Auf diesem Wege soll die Innenfinanzierung der Direktzusage von den Finanzierungsformen der mittelbaren Durchführungswege abgegrenzt werden. Durch die Pensionsrückstellungen in der deutschen Handelsbilanz werden Mittel im Unternehmen gebunden, die ansonsten an die Anteilseigner ausgeschüttet worden wären. Ein weiterer Innenfinanzierungseffekt ergibt sich dadurch, dass über die Pensionsrückstellungen in der Steuerbilanz Steuerzahlungen vermieden bzw. aufgeschoben werden, die ebenfalls im Unternehmen verbleiben und produktiv eingesetzt werden können.
Allein durch diese Effekte ist aber noch nicht gewährleistet, dass die Versorgungszahlungen auch tatsächlich erbracht werden können. Zusätzlich muss sichergestellt werden, dass bei Fälligkeit ausreichend liquide Mittel zur Verfügung stehen. Die Bildung von Pensionsrückstellungen allein – auch wenn sie in ausreichender Höhe gebildet wurden – stellt noch nicht die Finanzierung der betrieblichen Altersversorgung sicher.
Teilweise bauen die Unternehmen daher eine Rückdeckung auf. Je nach Zielrichtung des Unternehmens kann es sich um eine Rückdeckungsversicherung oder um andere Vermögenswerte handeln. Rückdeckungen dienen nicht nur der Finanzierung, sondern teilweise auch der Risikoabsicherung (speziell bei Rückdeckungsversicherungen). Beweggrund für den Aufbau von Vermögenswerten ist häufig aber auch die Bilanzoptik. So werden beispielsweise verpfändete Rückdeckungsversicherungen und Vermögenswerte in einem Treuhandmodell nach HGB als Deckungsvermögen und nach IAS 19 als Planvermögen anerkannt, so dass sie mit dem Zeitwert zu bewerten und mit der Verpflichtung zu saldieren sind.

## Handelsbilanz (Deutschland)

### Bilanzierung
Der Ansatz von Pensionsrückstellungen dem Grunde nach ist im HGB nicht explizit geregelt. Die Pensionsverpflichtungen gelten aber als ungewisse Verbindlichkeit, für die nach § 249 HGB eine Rückstellung gebildet werden muss. In Art. 28 EGHGB wird diese Passivierungspflicht allerdings wieder eingeschränkt. Handelt es sich um eine Direktzusage, so braucht keine Rückstellung gebildet zu werden, wenn der erstmalige Rechtsanspruch vor dem 1. Januar 1987 erworben wurde. Liegt eine mittelbare Zusage vor (erfolgt die betriebliche Altersversorgung also über einen der Durchführungswege Unterstützungskasse, Pensionskasse, Pensionsfonds oder Direktversicherung), so braucht ebenfalls keine Rückstellung gebildet zu werden. Falls von diesem Passivierungswahlrecht Gebrauch gemacht wurde, ist allerdings eine Angabe im Anhang der Bilanz verpflichtend.
Das HGB schreibt die Passivierung unter der Bilanzposition „Rückstellungen für Pensionen und andere Verpflichtungen“ (§ 266  Abs. 3 B 1 HGB) vor. In der Gewinn- und Verlustrechnung ist die Zuführung korrespondierend im Posten „soziale Abgaben und Aufwendungen für Altersversorgung und Unterstützung“ (§ 275 Abs. 2 Nr. 6b HGB) abgebildet.
Veränderungen des Rückstellungskontos werden gegen die Gewinn- und Verlustrechnung gebucht, Zuführungen sind Aufwand, Auflösungen sind Ertrag. Soweit Zuführungen aus der Abzinsung der Verpflichtungen resultieren, werden sie im Finanzergebnis erfasst (als „Zinsen und ähnliche Aufwendungen“ bzw. „sonstige Zinsen und ähnliche Erträge“). Die restliche Zuführung wird entweder als „Aufwendungen für Altersversorgung“ (als Teil des Personalaufwandes) oder „sonstige betriebliche Erträge/Aufwendungen“ ausgewiesen.

### Deckungsvermögen
Vermögen, das nur der Erfüllung der Pensionsverpflichtungen dient (Deckungsvermögen), wird mit den Pensionsrückstellungen saldiert, so dass nur noch die Differenz zu bilanzieren ist. Deckungsvermögen ist nicht wie sonst üblich nach dem Niederstwertprinzip, sondern mit dem Zeitwert zu bewerten. Die Differenz zwischen dem Zeitwert und den fortgeführten Anschaffungskosten unterliegt aber einer Ausschüttungssperre. Als Deckungsvermögen kommen Vermögensgegenstände (meist Wertpapiere oder Rückdeckungsversicherungen) in Betracht, die an den Versorgungsberechtigten verpfändet sind oder im Rahmen eines Treuhandmodells (Contractual Trust Arrangement, CTA) an einen Treuhänder übertragen wurden.

### Bewertung
Das HGB enthält nur wenige konkrete Vorschriften über die Pensionsrückstellungen der Höhe nach. Nach § 253 Abs. 1 HGB sind Pensionsrückstellungen „in Höhe des nach vernünftiger kaufmännischer Beurteilung notwendigen Erfüllungsbetrages“ anzusetzen. Falls für eine Rentenverpflichtung eine Gegenleistung nicht mehr zu erwarten ist (dies gilt insbesondere nach dem Ausscheiden des Mitarbeiters), so ist der Barwert der Verpflichtung maßgeblich. Eine konkrete Regelung für die Mitarbeiter, die noch im Unternehmen beschäftigt sind, fehlt im HGB.
Die Höhe der Rückstellungen orientiert sich am erwarteten Erfüllungsbetrag, so dass zukünftige Gehalts- und Rentensteigerungen (Rentendynamik) einzurechnen sind. Zu den zukünftigen Gehaltssteigerungen gehören auch so genannte Karrieretrends.

### Zinssatz
Einer der wichtigsten Bewertungsparameter ist der Rechnungszins für die Abzinsung. Der Rechnungszins wird entsprechend dem Marktzins auf der Basis von Null-Koupon-Festzinsswaps (aber versehen mit einem Zuschlag, um auf das Niveau von Unternehmensanleihen mit einem hochklassigen Rating zu kommen) festgesetzt. Die Laufzeit der untersuchten Wertpapiere soll sich an der Laufzeit der Verpflichtung orientieren. Bei der betrieblichen Altersversorgung und vergleichbaren langfristig fälligen Verpflichtungen kann vereinfachend von einer 15-jährigen Laufzeit ausgegangen werden. Der Rechnungszins entspricht dem 10-Jahres-Durchschnitt des beobachteten Zinses. Der zu verwendende Zinssatz wird regelmäßig von der Deutschen Bundesbank verbindlich festgesetzt und im Internetportal der Deutschen Bundesbank veröffentlicht.

### Biometrische Rechnungsgrundlagen
Da sowohl Pensionsanwartschaften als auch laufende Pensionszahlungen von biometrischen Faktoren abhängen, ist der Erfüllungsbetrag nach anerkannten Regeln der Versicherungsmathematik zu ermitteln.
Allgemein anerkannte Rechnungsgrundlagen für die Bewertung von Verpflichtungen aus betrieblicher Altersversorgung sind die Heubeck-Richttafeln 2005 G. Am 20. Juli 2018 sind die Richttafeln 2018 G erschienen, deren Struktur im Wesentlichen der der Richttafeln 2005 G entspricht und diese ablösen sollen.
Die Richttafeln beinhalten Sterbewahrscheinlichkeiten (getrennt nach Aktiven, Invaliden und Rentnern), Invalidisierungswahrscheinlichkeiten, Wahrscheinlichkeiten, beim Tod verheiratet zu sein und das durchschnittliche Alter des Ehegatten beim Tod. Die Wahrscheinlichkeiten sind als einjährige Wahrscheinlichkeiten für jedes Alter, jeden Geburtsjahrgang und beide Geschlechter gelistet. Als Generationentafeln berücksichtigen sie den Geburtsjahrgang, indem auf die Basistafel ein Sterblichkeitstrend angewendet wird.

### Übergangsregelung aus dem Bilanzrechtsmodernisierungsgesetz (BilMoG)
Falls es durch die erstmalige Anwendung des BilMoG im Jahr 2009 zu einer Erhöhung der Pensionsrückstellungen kam, konnte der dadurch entstandene Mehraufwand auf 15 Jahre verteilt werden. Eine gleichmäßige Verteilung wird nicht gefordert, allerdings muss in jedem Jahr mindestens ein Fünfzehntel des ursprünglichen Unterschiedsbetrages angesammelt werden. Kam es zu einer Verminderung der Pensionsrückstellungen, war zu prüfen, ob es in den folgenden 15 Jahren noch zu Zuführungen in entsprechender Höhe kommen würde. Soweit Zuführungen zu erwarten waren, bestand das Wahlrecht, die Auflösung der Pensionsrückstellung vorzunehmen und dann direkt gegen die Gewinnrücklagen zu buchen oder die Auflösung nicht vorzunehmen. Soweit dagegen keine Zuführungen zu erwarten waren, war die Auflösung erfolgswirksam vorzunehmen. In der Praxis finden sich heute in vielen Unternehmen noch ausstehende positive Unterschiedsbeträge aus der Erstanwendung des BilMoG.

## Steuerbilanz (Deutschland)

### Bilanzierung
Pensionsrückstellungen in der Steuerbilanz sind in § 6a EStG geregelt. Daneben ist aber das Maßgeblichkeitsprinzip nach § 5 Abs. 1 Satz 1 EStG zu beachten.
Nach dem Maßgeblichkeitsprinzip gelten die handelsrechtlichen Vorschriften für die Gewinnermittlung auch in der Steuerbilanz, sofern das Gesetz keine abweichenden steuerlichen Vorschriften enthält. Grundsätzlich führt eine handelsrechtliche Passivierungspflicht auch zu einer steuerlichen Passivierungspflicht, während ein handelsrechtliches Passivierungswahlrecht zu einem steuerlichen Passivierungsverbot führt. Da § 6a EStG aber die Passivierung für alle Direktzusagen erlaubt, bedeutet das:
- Die handelsrechtliche Passivierungspflicht für Direktzusagen, die ab dem 1. Januar 1987 erteilt wurden, gilt auch in der Steuerbilanz.
- Das handelsrechtliche Passivierungswahlrecht für Direktzusagen, die vor dem 1. Januar 1987 erteilt wurden, führt auch steuerlich zu einem Passivierungswahlrecht, da § 6a EStG die Passivierung erlaubt.
- Das handelsrechtliche Passivierungswahlrecht für mittelbare Zusagen führt zu einem steuerlichen Passivierungsverbot, da § 6a EStG für mittelbare Zusagen nicht gilt.

Eine Passivierung ist aber in jedem Fall nur zulässig, soweit
- der Pensionsberechtigte einen Rechtsanspruch besitzt,
- die Pensionszusage schriftlich erteilt worden ist,
- die Pensionszusage keinen steuerschädlichen Widerrufsvorbehalt enthält und
- die Versorgungsleistungen nicht von zukünftigen gewinnabhängigen Bezügen abhängen.[7]

Eine Rückstellungsbildung ist nach Erteilung der Zusage erstmals möglich, wenn der Berechtigte bereits zur Mitte des abgelaufenen Wirtschaftsjahres ein bestimmtes Mindestalter erreicht hat. Hiermit soll die Auswirkung der Fluktuation auf den Verpflichtungswert pauschal berücksichtigt werden. Die unterschiedlichen Regelungen sind in den unterschiedlichen Bedingungen für den Eintritt der Unverfallbarkeit begründet. Das Mindestalter beträgt:
- 23 bei Zusageerteilung ab dem 1. Januar 2018;
- 27 bei Zusageerteilung vom 1. Januar 2009 bis zum 31. Dezember 2017;
- 28 bei Zusageerteilung vom 1. Januar 2001 bis zum 31. Dezember 2008;
- 30 bei Zusageerteilung bis zum 31. Dezember 2000.

### Bewertung
Auch steuerlich ist für bereits laufende Leistungen und unverfallbare Anwartschaften der Barwert der Verpflichtung anzusetzen. Für aktive Anwärter ist das steuerliche Teilwertverfahren explizit geregelt. Danach ist eine gleich bleibende, jährlich vorschüssig zu zahlende fiktive Prämie (die Teilwertprämie) derart zu ermitteln, dass ihr Barwert bei Beginn des Dienstverhältnisses gleich dem Barwert der gesamten Anwartschaft ist. Der Teilwert zum jeweiligen Bilanzstichtag ergibt sich dann, indem der Barwert der noch ausstehenden Teilwertprämien vom aktuellen Barwert der Anwartschaft abgezogen wird.
Zukünftige Erhöhungen der Versorgungsleistungen dürfen nach dem Stichtagsprinzip nur dann in die Bewertung einbezogen werden, wenn sie am Bilanzstichtag bereits feststehen. Der Rechnungszins ist mit 6 % fest vorgeschrieben. Derzeit ist ein Verfahren beim Bundesverfassungsgericht anhängig, mit dem geklärt werden soll, ob die Höhe dieses Zinssatzes den Gleichheitsgrundsatz verletzt.
Sofern Rückstellungen in der Vergangenheit nicht gebildet wurden, dürfen sie bis zum Ausscheiden mit unverfallbarer Anwartschaft bzw. bis zum Versorgungsfall nicht mehr nachgeholt werden (steuerliches Nachholverbot). Bestimmte Erhöhungen der Pensionsrückstellungen dürfen auf drei Jahre verteilt werden. Zusätzlich enthalten die Einkommensteuer-Richtlinien eine Reihe von Erläuterungen und Detailregelungen zur Zulässigkeit der Pensionsrückstellungen.

## Internationale Standards

### Grundlagen
Die Behandlung von betrieblicher Altersversorgung im internationalen bzw. ausländischen Jahresabschluss wird in folgenden Standards geregelt:
- Internationale Standards nach IAS/IFRS: IAS 19
- US-amerikanische Standards nach US-GAAP: ASC 715
- Britische Standards nach UK-GAAP: FRS 102

Für die Frage des Bilanzausweises dem Grunde nach ist nach den internationalen bzw. ausländischen Standards zu prüfen, ob es sich bei der Zusage um eine Beitrags- (Defined Contribution) oder eine Leistungszusage (Defined Benefit) handelt. Bei einer reinen Beitragszusage besteht die Verpflichtung nur in der Beitragszahlung an einen externen Versorgungsträger, die Risiken der Mittelanlage trägt vollständig der Arbeitnehmer. Ein Ausweis in der Bilanz des Unternehmens ist dann nicht notwendig. Zwar sind reine Beitragszusagen in Deutschland wegen der Subsidiärhaftung des Arbeitgebers nach § 1 Abs. 1 S. 3 des Betriebsrentengesetzes nur schwer möglich. Unter bestimmten Voraussetzungen können Zusagen aber wie Beitragszusagen behandelt werden. Das gilt beispielsweise für Direktversicherungen, bei Pensionskassen und Pensionsfonds dagegen nur unter bestimmten weiteren Voraussetzungen.
Bei einer Leistungszusage dagegen ist eine feste Leistung zugesagt, der Arbeitgeber hat für die Erfüllung der Leistung einzustehen. Hierunter fallen alle Direktzusagen und Unterstützungskassenzusagen. Bei Leistungszusagen gelten die umfangreichen Vorschriften zur Bilanzierung und Bewertung nach den internationalen bzw. ausländischen Standards.
Für den Standard IAS 19 wird seit einiger Zeit eine weitere Gruppe, die Contribution based promises, diskutiert. Derzeit ist aber eine Umsetzung nicht absehbar.

### Versicherungsmathematische Bewertung
Während nach deutschem Handels- und Steuerrecht der Ausweis der Pensionsrückstellungen nach dem sogenannten bilanzbezogenen Ansatz erfolgt, herrscht im Ausland und auch nach dem internationalen Standard IAS/IFRS der aufwandsbezogene Ansatz vor. Beim bilanzbezogenen Ansatz werden zunächst die Pensionsrückstellungen versicherungsmathematisch ermittelt, der Aufwand ergibt sich dann (unter anderem) aus der Veränderung des Rückstellungskontos gegenüber dem Vorjahr. Beim aufwandsbezogenen Ansatz wird bereits zu Beginn des Jahres der Aufwand ermittelt, die Pensionsrückstellungen ergeben sich, indem (unter anderem) der Aufwand zum Vorjahresstand addiert wird.
Bei der Bewertung sind zukünftige Erhöhungen der Bezüge und Renten gemäß der langfristigen Erwartung des Unternehmens einzurechnen. Der Rechnungszins orientiert sich an erstklassigen Industrieanleihen, hilfsweise an Anleihen der öffentlichen Hand. Das maßgebende Bewertungsverfahren ist für alle Standards die Projected Unit Credit Method. Die versicherungsmathematischen Grundwerte sind nach den drei wichtigsten Standards dieselben:
- Die DBO (Defined Benefit Obligation) bzw. – nach ASC 715 – die PBO (Projected Benefit Obligation) ist der Barwert der bis zum Bilanzstichtag verdienten Leistungen. Bei der Frage, welcher Teil der Versorgungszusage bereits verdient ist, sind sowohl die Regelungen der Versorgungszusage als auch die Unverfallbarkeit zu berücksichtigen.
- Die Service Cost entsprechen dem Barwert des Teils der Verpflichtung, der innerhalb des nächsten Jahres hinzuverdient wird.
- Die Interest Cost entsprechen der Verzinsung des DBO bzw. PBO. Falls bereits Versorgungsleistungen gezahlt werden, ist zu beachten, dass sie den Zinsträger für das kommende Jahr mindern.

### Plan Assets
Sofern ein Versorgungsvermögen (Plan Assets) existiert, das nur der Erfüllung der Versorgungszusagen dient und im Insolvenzfall nicht den Gläubigern zur Verfügung steht, können DBO und Wert der Plan Assets miteinander verrechnet werden. Im deutschen Handelsrecht bestand ein Saldierungsverbot, welches durch das Bilanzmodernisierungsgesetz jedoch in ein Saldierungsgebot gewandelt wurde. Die Anforderungen an Plan Assets sind nach den verschiedenen Standards unterschiedlich.
Nach IAS 19 kommen als Plan Assets beispielsweise in Frage:
- An den Arbeitnehmer verpfändete Rückdeckungsversicherungen,
- Vermögen, das im Wege einer Treuhandlösung, auch doppelseitige Treuhand oder Contractual Trust Arrangement (CTA), ausgelagert wurde,
- Vermögen einer Unterstützungskasse, soweit es nicht als Darlehen an das Trägerunternehmen gegeben wurde

### Gewinne und Verluste
Die erwartete DBO des nächsten Jahres ergibt sich, indem die DBO um die Service Cost und die Interest Cost erhöht und um die erwarteten Versorgungsleistungen des kommenden Jahres vermindert wird. Die erwarteten Plan Assets dagegen können ermittelt werden, indem die Plan Assets um die erwartete Rendite und die Einzahlungen erhöht und um die erwarteten Versorgungszahlungen vermindert wird.
Am Ende des kommenden Jahres werden die DBO und die Plan Assets neu ermittelt. Die Änderungen gegenüber den geschätzten Werten können aus Sondereffekten (Änderungen der Zusage, Verkauf von Betrieben, Massenentlassungen) resultieren und müssen unter Umständen sofort in der Bilanz ausgewiesen werden. In jedem Fall wird es aber Änderungen geben, weil die Prämissen nicht so eingetreten sind, wie es im Vorjahr unterstellt wurde. Diese Effekte bewirken versicherungsmathematische Gewinne oder Verluste, deren Behandlung in den verschiedenen Standards unterschiedlich erfolgt.
Nach IAS 19 können versicherungsmathematische Gewinne oder Verluste nach drei Methoden verrechnet werden:
- Vortrag im Rahmen eines so genannten Korridors in Höhe von 10 % der DBO (bzw. der Plan Assets, falls diese größer sind): Wird der Korridor verlassen, wird der überschießende Betrag auf die mittlere Restdienstzeit der aktiven Mitarbeiter verteilt und ab dem Folgejahr zeitanteilig ergebniswirksam getilgt. Ein kleinerer Korridor und schnellere Verrechnungen sind zulässig.
- Sofortige ergebniswirksame Verrechnung.
- Sofortige ergebnisneutrale Verrechnung: Die Gewinne oder Verluste werden direkt gegen das Eigenkapital gebucht.

Nach der am 16. Juni 2011 veröffentlichten Neufassung von IAS 19 werden die beiden ersten Methoden abgeschafft und versicherungsmathematische Gewinne und Verluste zukünftig direkt in das Eigenkapital gebucht werden.
Nach ASC 715 müssen versicherungsmathematische Gewinne oder Verluste zunächst in voller Höhe gegen das Eigenkapital gebucht werden, diese sind aber später in Teilraten ergebniswirksam zu berücksichtigen („Recycling“).
Nach FRS 102 können Gewinne und Verluste ebenfalls nur direkt gegen das Eigenkapital gebucht werden, ein Recycling erfolgt aber wie bei IAS 19 nicht.